# ميو ماتسوكي
ميو ماتسوكي (باليابانية: 松来未祐) الولادة 14 سبتمبر 1977 - الوفاة 27 أكتوبر 2015، كانت مؤدية أصوات يابانية.

## الوفاة
توفيت ميو ماتسوكي في 27 أكتوبر 2015 بعد أن كانت تخضع لعلاج الالتهاب الرئوي الحاد منذ يوليو 2015.

## أعمال
- كليمور
- الخيميائي الفولاذي
- هاياتي الخادم المقاتل
- إيسيكاي نو سيكيشي مونوغاتاري
- روميو و جولييت
- بوكيمون
- سايونارا زِتسبو سينسيه
- الأمنية المزدوجة
- شيمونتا
- ماريا هوليك
- فافنر في السماء الزرقاء

## وصلات خارجية
- ميو ماتسوكي على موقع IMDb (الإنجليزية)
- ميو ماتسوكي على موقع ميوزك برينز (الإنجليزية)
- ميو ماتسوكي على موقع قاعدة بيانات الفيلم (الإنجليزية)
- ميو ماتسوكي على موقع ANN person (الإنجليزية)